# 斐濟博物館
斐濟博物館（英語：Fiji Museum）是一座位於斐濟蘇瓦的博物館，位於首都植物園瑟斯頓花園內部，該機構是一個法定機構，受《斐濟博物館法》和《保護考古和古生物利益法》的管理。

## 歷史
斐濟博物館由斐濟博物館之友志願協會於1904年創立。在20世紀期間博物館曾數次遷移，其建築物的位置原設於舊市政廳。最後該博物館於1955年於現址由時任斐濟總督羅納德·加維爵士主持開幕。 
2019年，地方人士曾提出，瑟斯頓花園的部分場地可以由印度高級專員公署進行開發；然而這一提議遭到時任博物館館長西皮里亞·諾內馬尼的反對。當前博物館也是博物館與氣候變化網絡的一部分。過去也曾是太平洋島嶼博物館協會（PIMA）秘書處的主辦機構，直到2006年，秘書處將其業務基地轉移到瓦努阿圖的維拉港。館方也多次與太平洋地區各地的博物館機構進行合作。

## 展示
斐濟博物館收藏了世界上最重要的斐濟文物。博物館藏品的核心展示品是13公尺長的雙殼獨木舟拉圖菲瑙（Ratu Finau）。其他重要物品包括邦蒂號的船舵以及記錄殖民地對斐濟島嶼影響的物品，博物館也收集口述歷史並進行考古發掘。及收藏當代藝術、手稿集等資訊。

## 研究

### 考古學和挖掘
斐濟博物館的考古藏品可以追溯到3700年前。博物館同時也組織並合作進行了跨島考古發掘，包括：
- 辛阿托卡研究項目（1967年）：包括研究納圖努庫、辛阿托卡（英语：Sigatoka）和其他地方的遺址，以調查玻里尼西亞史前史。[13][14]
- 维提岛海灘研究項目（2003年） ：包括調查拉皮塔文化定居點。[15]
- 馬馬努薩群島和馬洛洛島（英语：Malolo）研究 (2006年) [16]
- 奇科比亞島（英语：Cikobia-i-Ra）：調查埋葬習俗。[17]
- 姆巴乌岛上的納瓦塔尼塔瓦克儀式土墩 (1970年)。[18]

### 合作夥伴關係
2021年，博物館與四家英國博物館簽署了MOU，通過知識交流計劃來紀念斐濟建國50週年。根據提議，斐濟博物館的工作人員將提供有關英國收藏的或陶基人手工藝品的文化資訊。

## 圖片

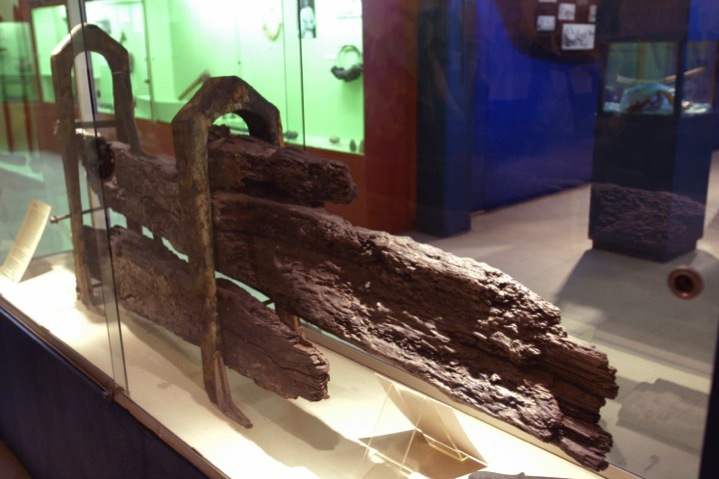
邦蒂號的船舵
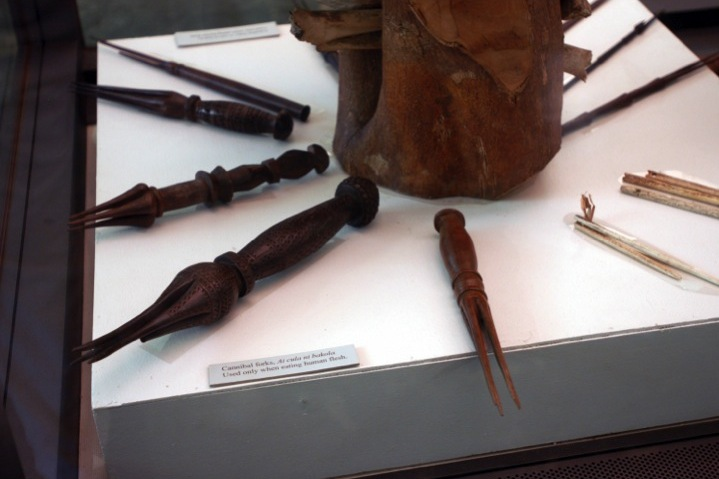
用於同類相食的叉子
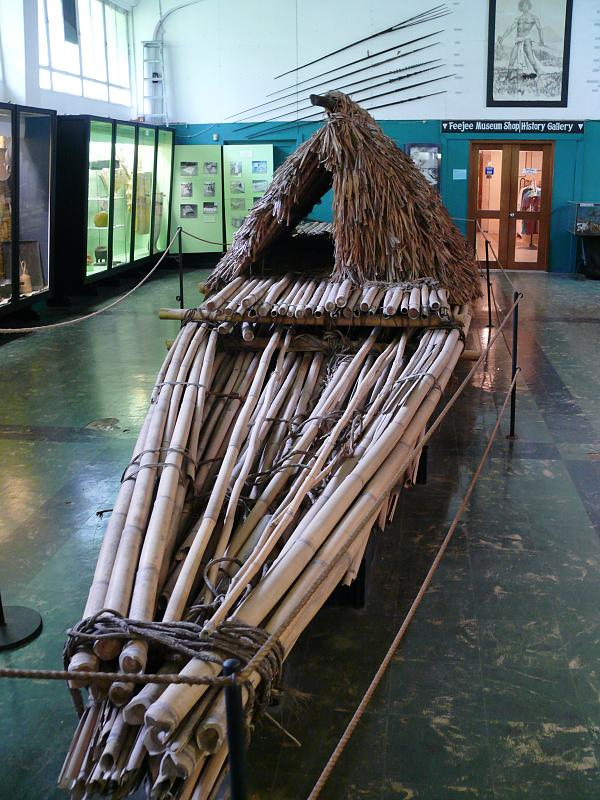
斐濟筏
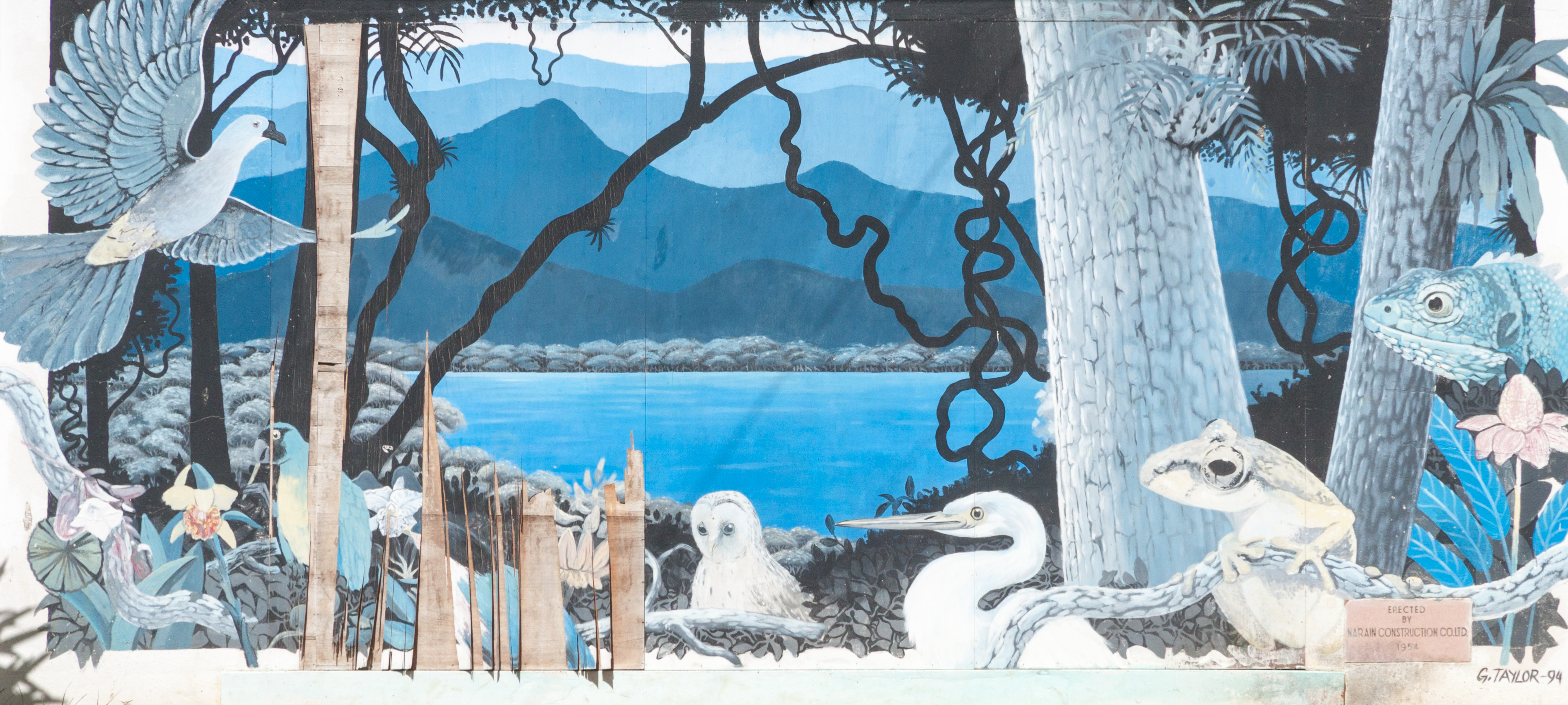
博物館壁畫
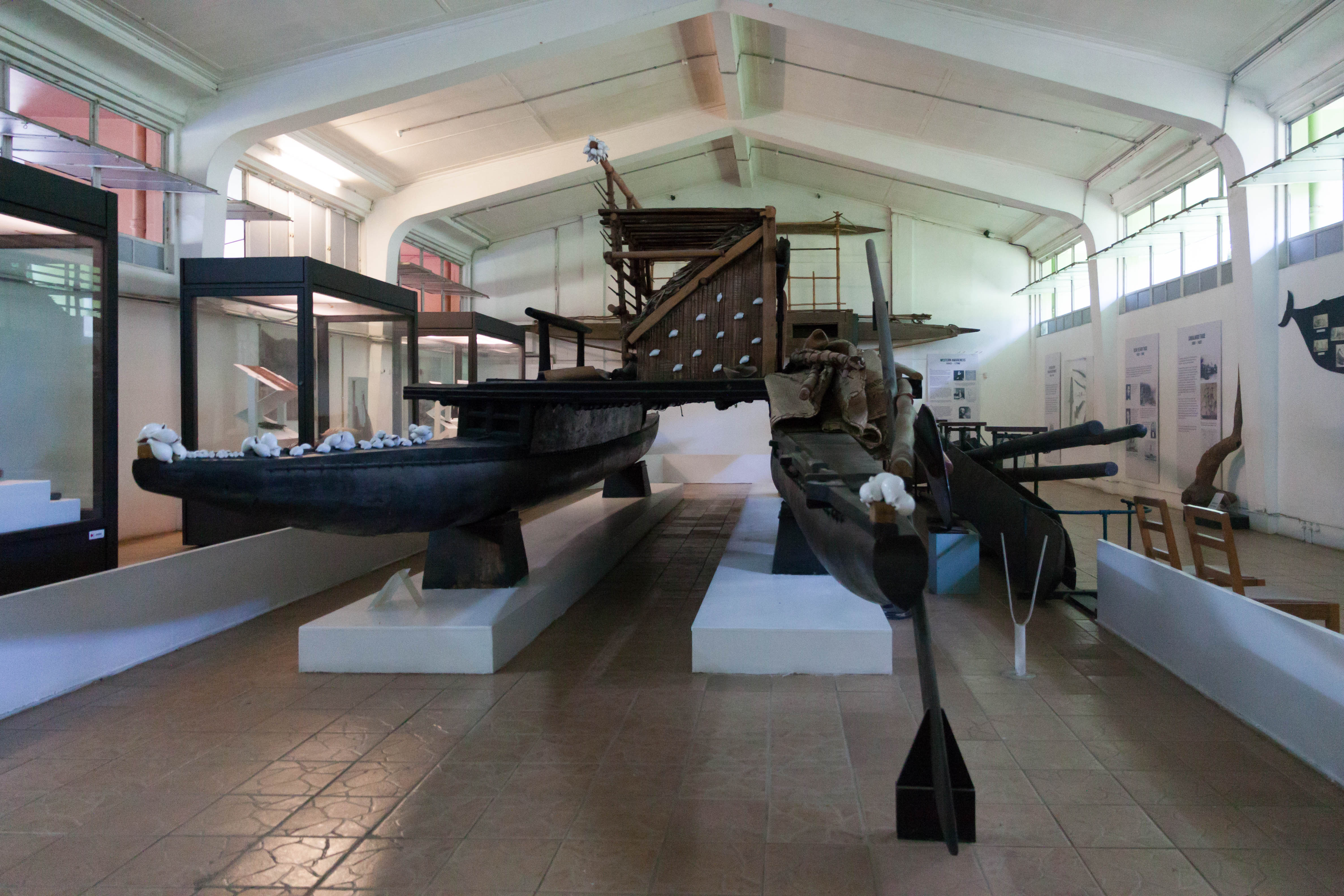
Ratu Finau (1913) - 斐濟最後留存的雙殼獨木舟

## 外部連結
- Fiji Museum Web site 的存檔，存档日期2020-03-26.18°08′58″S 178°25′33″E / 18.1495°S 178.4258°E
- A Brief History of Cannibalism In Fiji （页面存档备份，存于）
- The fascinating FIJI  MUSEUM in the capital city of SUVA, let's go! （页面存档备份，存于）
- Atlas Obscura: Fiji Museum （页面存档备份，存于）